# Ben Guité
Benjamin Pierre „Ben“ Guité (* 17. Juli 1978 in Montréal, Québec) ist ein ehemaliger kanadischer Eishockeyspieler und derzeitiger -trainer, der im Verlauf seiner aktiven Karriere zwischen 1996 und 2013 unter anderem 185 Spiele für die Boston Bruins, Colorado Avalanche und Nashville Predators in der National Hockey League (NHL) auf der Position des Centers bestritten hat. Darüber hinaus absolvierte Guité weitere 625 Partien in der American Hockey League (AHL).

## Karriere
Guité begann seine Karriere im Team der University of Maine im Spielbetrieb der  National Collegiate Athletic Association (NCAA), bevor er beim NHL Entry Draft 1997 als 172. in der siebten Runde von den Canadiens de Montréal aus der National Hockey League (NHL) ausgewählt (gedraftet) wurde. 
Von den Canadiens wurde der Stürmer allerdings nie in der NHL eingesetzt, so dass er im Sommer 2001 schließlich als Free Agent von den New York Islanders verpflichtet wurde. Dort kam Guité aber ebenso wenig in der höchsten nordamerikanischen Profiliga zum Einsatz wie bei seinen nächsten beiden Stationen, den Mighty Ducks of Anaheim und den Boston Bruins. Den Durchbruch schaffte der Angreifer bei der Colorado Avalanche, die ihn 2006 ebenfalls als Free Agent verpflichteten und für die er in der Folge regelmäßig in der NHL auf dem Eis stand. Im August 2010 unterzeichnete Guité einen auf ein Jahr befristeten Vertrag bei den Columbus Blue Jackets. Diese setzten ihn im Farmteam bei den Springfield Falcons in der American Hockey League (AHL) ein. Am 8. Juli 2011 einigte sich Guité auf einen Kontrakt für ein Jahr bei den San Jose Sharks. Im Oktober 2012 folgte der Wechsel in die italienische Serie A1, wo er beim HC Pustertal unterschrieb.
Nach der Saison 2012/13 beendete der 35-Jährige seine Karriere als Aktiver und begann als Assistenztrainer an seiner Alma Mater, der University of Maine, zu arbeiten. Dort war er insgesamt acht Jahre lang tätig, ehe er zur Saison 2021/22 für eine Saison als Cheftrainer der Maine Mariners aus der ECHL verpflichtet wurde. Seit Sommer 2022 ist Guité Cheftrainer des Eishockeyteams des Bowdoin College in der Division III der NCAA.

## Erfolge und Auszeichnungen
- 1999 NCAA-Division-I-Championship mit der University of Maine
- 2000 Lamoriello-Trophy-Gewinn mit der University of Maine
- 2000 Hockey East All-Academic Team

## Karrierestatistik
(Legende zur Spielerstatistik: Sp oder GP = absolvierte Spiele; T oder G = erzielte Tore; V oder A = erzielte Assists; Pkt oder Pts = erzielte Scorerpunkte; SM oder PIM = erhaltene Strafminuten; +/− = Plus/Minus-Bilanz; PP = erzielte Überzahltore; SH = erzielte Unterzahltore; GW = erzielte Siegtore; 1 Play-downs/Relegation; Kursiv: Statistik nicht vollständig)